# غارب بلاء (قفل شمر)

تعديل مصدري - تعديل

غارب بلاء هي إحدى قرى عزلة المخلاف بمديرية قفل شمر التابعة لمحافظة حجة، بلغ تعداد سكانها 97 نسمة حسب تعداد اليمن لعام 2004.